# 1469-1460 v.Chr.
De jaren 1469-1460 v.Chr. (van de christelijke jaartelling) zijn een decennium in de 15e eeuw v.Chr..

## Gebeurtenissen

### Mesopotamië
- 1462 v.Chr. - Koning Ulamburiash van Kar-Duniash verslaat koning Ea-gamil van Sumer en weet zijn expansiedrift uit te breiden tot de Perzische Golf.

### Klein-Azië
- 1460 v.Chr. - Koning Zidanta II van de Hettieten bedwingt de onrust in zijn koninkrijk, door o.a een wettelijke regeling voor opvolging af te kondigen. De adel behoudt daarbij haar rechten. Zijn opvolgers zullen het rijk versterken en uitbreiden.

1499-1490 · 1489-1480 · 1479-1470 · 1469-1460 · 1459-1450 · 1449-1440 · 1439-1430 · 1429-1420 · 1419-1410 · 1409-1400 · >>